# Ramiriquí
Ramiriquí – miasto w Kolumbii, w departamencie Boyacá.